# Małgorzata Gmurczyk-Wrońska
Małgorzata Gmurczyk-Wrońska (ur. 13 maja 1963 w Sielcu) – historyk dziejów najnowszych oraz dziejów dyplomacji, profesor nadzwyczajny Instytutu Historii Polskiej Akademii Nauk.

## Życiorys
W 1988 ukończyła studia historyczne na Wydziale Historycznym Uniwersytetu Warszawskiego. Doktorat uzyskała w 1995 w Instytucie Historii Polskiej Akademii Nauk za rozprawę pt. Społeczność polska we Francji w latach 1871-1914 i jej podstawy gospodarcze (promotor: Krzysztof Dunin-Wąsowicz). Tam też otrzymała w 2004 stopień doktora habilitowanego na podstawie dorobku naukowego oraz rozprawy pt. Polska niepotrzebny aliant Francji? Francja wobec Polski w latach 1938-1944. Jest pracownikiem Zakładu Dziejów Dyplomacji i Systemów Totalitarnych w Instytucie Historii PAN.
Zajmuje się historią polityczną XX wieku, stosunkami międzynarodowymi oraz dziejami dyplomacji polskiej w XX wieku.
W 2014 otrzymała nagrodę za najlepszą publikację z zakresu historii polskiej dyplomacji.
W 2023 otrzymała tytuł profesora nauk humanistycznych.
Jej mężem od 1985 był Andrzej Wroński (1956-2017). 

## Wybrane publikacje
- Inskrypcje grobów polskich na cmentarzach w Paryżu - Montparnasse, red. i oprac. Małgorzata Gmurczyk-Wrońska, Andrzej Wroński, Warszawa: Ośrodek Ochrony Zabytkowego Krajobrazu Narodowa Instytucja Kultury 1991.
- Inskrypcje grobów polskich na cmentarzach w Paryżu - Neuilly, Vaugirard, Montrouge, Clichy, Gentilly, Grenelle, prac. i red. Małgorzata Gmurczyk-Wrońska, Andrzej Wroński, Warszawa: Ośrodek Ochrony Zabytkowego Krajobrazu Narodowa Instytucja Kultury 1992.
- (współautor: Andrzej Wroński), Inskrypcje grobów polskich na cmentarzach w Paryżu - Saint Ouen. Studia z dziejów emigracji i grobów polskich we Francji, Warszawa: Ośrodek Ochrony Zabytkowego Krajobrazu Narodowa Instytucja Kultury 1994.
- Polacy we Francji w latach 1871-1914. Społeczność polska i jej podstawy materialne, Warszawa: "Neriton" 1996.
- Polska - niepotrzebny aliant Francji? (Francja wobec Polski w latach 1938-1944), Warszawa: "Neriton" - Instytut Historii PAN 2003.
- Stanisław Patek, Raporty i korespondencja z Moskwy (1927-1932), wstęp, wybór i oprac. dokumentów Małgorzata Gmurczyk-Wrońska, Warszawa: Wydawnictwo Neriton - Instytut Historii PAN 2010 (wyd. 2 uzup. i popr. - 2013).
- Stanisław Patek w dyplomacji i polityce (1914-1939), Warszawa: Wydawnictwo Neriton - Instytut Historii Polskiej Akademii Nauk 2013.